# Fountainea centaurus
Espèce
Fountainea centaurus est une espèce de lépidoptères (papillons) de la famille des Nymphalidae, de la sous-famille des Charaxinae et du genre Fountainea.

## Dénomination
Fountainea centaurus a été décrit par Cajetan Freiherr von Felder et Rudolf Felder  en 1867 sous le nom initial de Nymphalis centaurus.

## Description
Fountainea centaurus est un papillon d'une envergure d'environ 58 mm, aux ailes antérieures à bord costal bossu, apex anguleux et bord externe concave et aux ailes postérieures avec chacune une queue.
Le dessus est de couleur noire à taches violine aux ailes antérieures et suffusé de violet aux ailes postérieures.
Le revers est marron et imite une feuille morte.

## Écologie et distribution
Fountainea centaurus est présent en Colombie et en Équateur,.

### Protection
Pas de statut de protection particulier.